# Scherzo del destino in agguato dietro l'angolo come un brigante da strada
Scherzo del destino in agguato dietro l'angolo come un brigante da strada è un film del 1983 diretto da Lina Wertmüller.

## Trama
Il Ministro dell'Interno rimane bloccato all'interno della sua auto. L'auto è progettata per essere super blindata e l'avanzata tecnologia fa sì che non si possa né forzare né aprire dall'esterno. I Servizi segreti e i funzionari politici colleghi del Ministro tentano il soccorso quanto più velocemente possibile ma invano, nonostante l'aiuto di tecnici e meccanici esperti, gli esiti anzi sono sempre più grotteschi. I vani tentativi di aprire l'auto si intersecano con le vicende dei componenti della famiglia del deputato DC Vincenzo De Andreiis che ha avuto l'idea di ospitare l'autoveicolo blindato nel proprio garage sperando di fare buona impressione sul Ministro.

## Curiosità
- È stato il film di esordio di Valeria Golino.
- Una simile situazione, ma in una Fiat 132 (invece che in una Fiat 130 come qui), si ritrova in una scena del film Il... Belpaese (1977) di Luciano Salce, con Paolo Villaggio, dove un cittadino medio, timoroso di furti e aggressioni, muore soffocato nella sua vettura blindata dopo aver rotto la levetta dell'apertura porte.